# Metabiantes filipes
Metabiantes filipes is een hooiwagen uit de familie Biantidae.